# 福伦博恩
福伦博恩（德語：Vollenborn，發音：[ˈfɔlənˌbɔʁn]）是德国图林根州艾希斯费尔德县曾经的一个市镇，面积2.41平方千米，人口为人。2013年12月31日，福伦博恩并入市镇多伊纳，后者于2019年1月1日与另外3个市镇并入市镇下奥舍尔。